# Dez Bryant
Desmond Demond Bryant, detto Dez (Contea di Galveston, 4 novembre 1988), è un giocatore di football americano statunitense che milita nel ruolo di wide receiver per i Baltimore Ravens della National Football League (NFL). Fu scelto nel corso del primo giro (24º assoluto) del Draft NFL 2010 dai Dallas Cowboys. Al college ha giocato a football per Oklahoma State.

## Carriera professionistica

### Dallas Cowboys

#### Stagioni 2010-2011

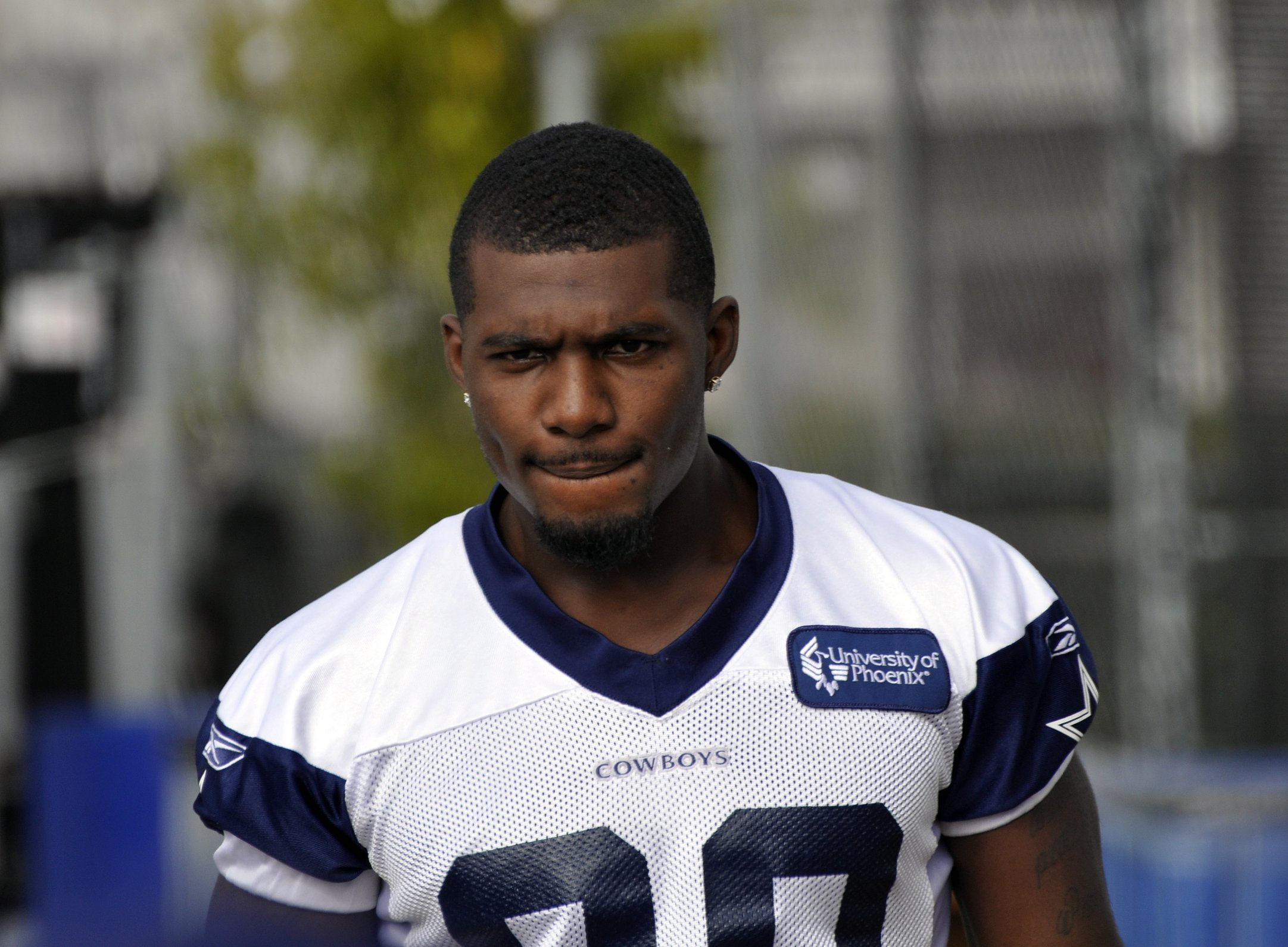
Bryant nel training camp 2010

Al draft NFL 2010,  Bryant fu selezionato come 24a scelta assoluta dai Dallas Cowboys. Il 22 luglio 2010 firmò un contratto di 5 anni per un totale di 12,05 milioni di dollari, di cui 8,4 milioni garantiti.
Il suo debutto nella NFL avvenne il 12 settembre 2010 contro i Washington Redskins indossando la maglia numero 88. Dopo un avvio promettente, durante la partita contro gli Indianapolis Colts si infortunò alla caviglia mentre stava ritornando un kickoff, costringendolo a saltare le ultime 4 partite della stagione regolare.
Nella stagione successiva, Dez disputò 15 partite, 13 delle quali come titolare, ricevendo 928 yard e segnando 9 touchdown.

#### Stagione 2012
Il 5 settembre 2012, nella prima gara della nuova stagione, i Cowboys si vendicarono dei New York Giants campioni in carica che li avevano esclusi dalla corsa ai playoff l'annata precedente, vincendo 24-17 in trasferta. Bryant disputò una buona partita ricevendo 4 passaggi per 85 yard. Nella settimana 16, Dez disputò la miglior partita dell'anno, ricevendo 224 yard e segnando due touchdown contro i New Orleans Saints che però superarono Dallas ai supplementari. La sua stagione si concluse al terzo posto nella lega con 12 touchdown su ricezione e superando per la prima volta quota mille yard stagionali in carriera (1.382). A fine anno fu posizionato al numero 35 nella classifica dei migliori cento giocatori della stagione.

#### Stagione 2013

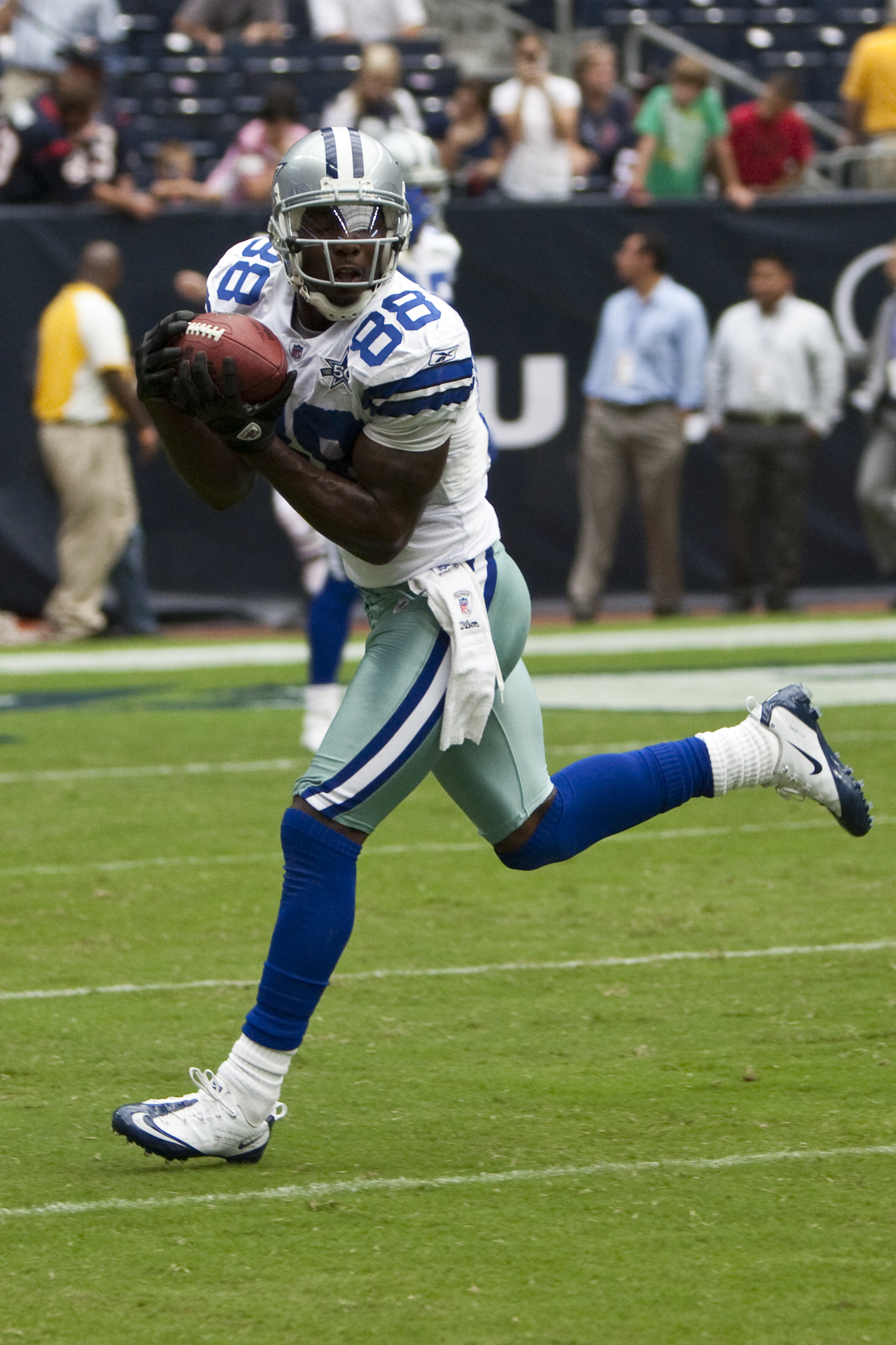
Dez Bryant nel 2010 contro gli Houston Texans.

Dopo una prima gara della stagione 2013 in sordina, Bryant giocò un grande match nella settimana 2 contro i Kansas City Chiefs, ricevendo 9 passaggi per 141 yard e segnando un touchdown, con diverse giocate spettacolari. Il secondo TD lo segnò nella vittoria della settimana successiva contro i St. Louis Rams. Nella settimana 5, nel giorno in cui Tony Romo stabilì il record di franchigia per yard passate in una gara, Bryant ricevette 141 yard e segnò due TD ma Dallas fu sconfitta sul filo di lana dai Denver Broncos. Nella settimana 7 contro gli Eagles ricevette 8 passaggi per 110 yard contribuendo a far conquistare ai Cowboys la vetta solitaria della NFC East. La domenica seguente, nella reclamizzata sfida con Calvin Johnson tra due dei migliori ricevitori della lega, Bryant ricevette 73 yard e 2 touchdown ma i Cowboys sprecarono un largo vantaggio perdendo coi Detroit Lions nei secondi finali. Tornò a segnare nella gara del Giorno del Ringraziamento contribuendo alla vittoria sugli Oakland Raiders. Due settimane dopo i Cowboys si trovarono in vantaggio per 26-3 alla fine del primo tempo contro i Packers, un risultato che poteva stare persino loro stretto. La squadra però collasso nel secondo tempo e alla fine Green Bay la spuntò per 37-36 malgrado una grande prova di Bryant che ricevette 11 passaggi per 153 yard e un touchdown. Andò a segno anche la settimana successiva contro i Redskins in cui per poco Dallas evitò una disfatta simile a quella del turno precedente. Il 27 dicembre fu premiato con la prima convocazione al Pro Bowl in carriera e fu inoltre votato al 25º posto nella NFL Top 100 dai suoi colleghi. Nell'ultima gara della stagione, i Cowboys affrontarono gli Eagles all'AT&T Stadium in una sfida che avrebbe visto la vincente aggiudicarsi la NFC East division e la perdente venire eliminata dalla corsa ai playoff. Bryan ricevette 99 yard e un touchdown dal quarterback di riserva Kyle Orton ma i Cowboys furono sconfitti e per il quarto anno consecutivo rimasero fuori dalla post-season.

#### Stagione 2014
Il primo touchdown del 2014, Bryant lo segnò nella settimana 2, ricevendo 103 yard nella vittoria in casa dei Tennessee Titans. La domenica successiva contribuì a rimontare uno svantaggio di 21 punti contro i Rams (massimo della storia della franchigia pareggiato) con un touchdown da 68 yard ricevuto da Romo. Anche nel turno successivo andò a segno, coi Cowboys che partirono per la prima volta con un record di 3-1 nella gestione di Jason Garrett. Nella settimana 7 ricevette 9 passaggi per 153 yard nella sesta vittoria consecutiva dei Cowboys. Nel decimo turno stabilì un nuovo record di franchigia per maggior numero di yard ricevute in un quarto, 158 nel secondo periodo di gioco, segnando anche due touchdown nella vittoria a Londra sui Jaguars. Dopo la settimana di pausa, Bryant arrivò a quota 50 touchdown in carriera, ricevendone due da Romo nella vittoria in rimonta contro i Giants, incluso quello del definitivo sorpasso a 61 secondi dal termine. Nel quindicesimo turno segnò un nuovo primato personale di tre touchdown, coi Cowboys che si vendicarono in trasferta degli Eagles che li avevano battuti in casa il Giorno del Ringraziamento, venendo premiato come miglior giocatore offensivo della NFC della settimana. Segnò anche sette giorni dopo nel netto 42-7 contro i Colts che diede a Dallas la prima vittoria del titolo di division dal 2009. Con due touchdown nell'ultima partita superò il record di franchigia stabilito da Terrell Owens nel 2007. Bryant chiuse la stagione guidando la NFL con 16 touchdown su ricezione, con 88 ricezioni per 1.320 yard, venendo convocato per il secondo Pro Bowl in carriera e inserito nel First-team All-Pro. I Cowboys nel primo turno di playoff batterono i Lions ma furono eliminati la settimana successiva al Lambeau Field dai Packers.

#### Stagione 2015

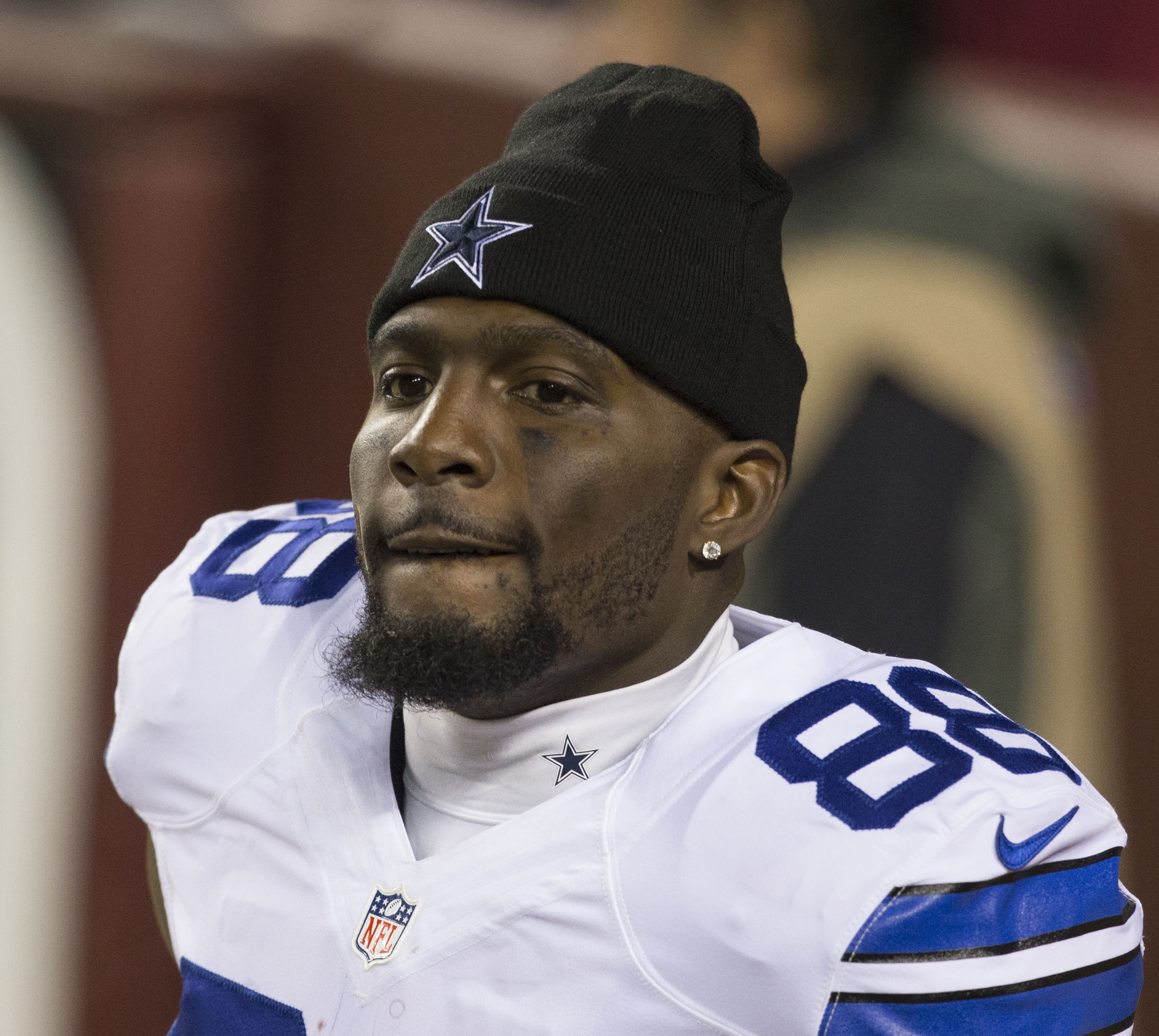
Bryat nel 2015 a Washington

Il 2 marzo 2015, i Cowboys applicarono su Bryant la franchise tag. Il 15 luglio il giocatore e la società giunsero ad un accordo per un rinnovo contrattuale quinquennale del valore di 70 milioni di dollari, inclusi 45 milioni di dollari garantiti e 20 milioni di bonus alla firma. Nella prima gara dell'anno contro i Giants, il giocatore si fratturò un piede, perdendo quasi due mesi di gioco. Tornò in campo nella settimana 8 contro i Seahawks, venendo limitato a 2 ricezioni per 12 yard da Richard Sherman nella sconfitta. Il primo touchdown lo segnò nel turno successivo nella sconfitta ai supplementari con gli Eagles. Il secondo coincise col ritorno in campo dell'infortunato Romo che interruppe una striscia di sette sconfitte consecutive di Dallas durante la sua assenza. Prima dell'ultima gara di campionato, Bryant fu inserito in lista infortunati per un problema a un piede che richiese un intervento chirurgico. Il suo 2015 di chiuse così con 401 yard ricevute e 3 touchdown, entrambi minimi in carriera, in nove presenze.

#### Stagione 2016
Nella stagione 2016, Bryant si trovò per la prima volta a giocare stabilmente con un nuovo quarterback titolare, il rookie Dak Prescott, che sostituì con ottime prestazioni l'infortunato Romo. La sua stagione regolare si chiuse con 50 ricezioni per 796 yard e 8 touchdown in 13 presenze, venendo convocato per il suo terzo Pro Bowl al posto di Julio Jones, impegnato nel Super Bowl LI. Dallas concluse col miglior record della NFC, 13-3, ma nel divisional round dei playoff fu subito eliminata per 34-31 dai Packers all'AT&T Stadium malgrado 132 yard ricevute e 2 touchdown di Bryant.

#### Stagione 2017

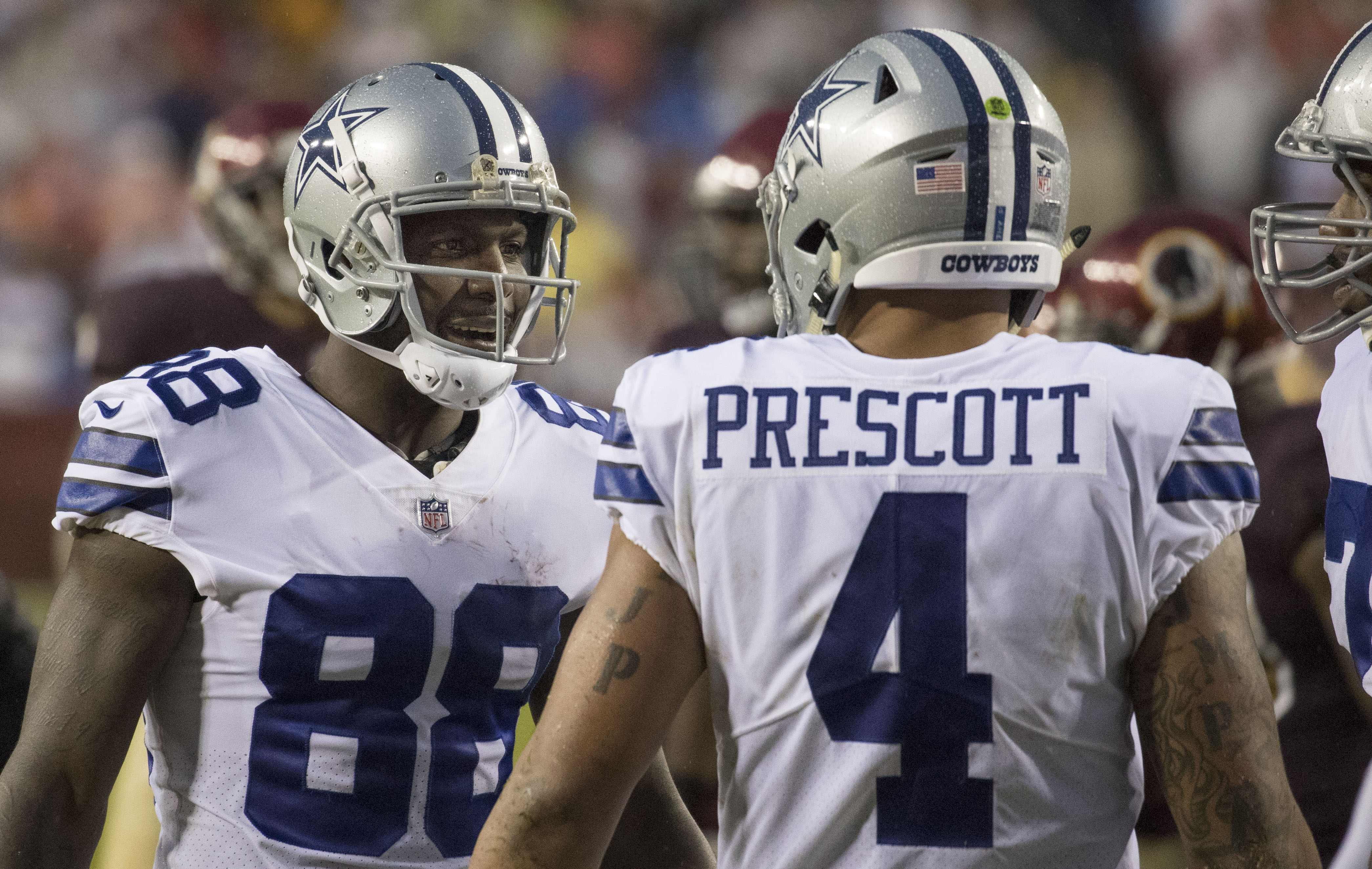
Bryant e Dak Prescott nel 2017

Nella vittoria del settimo turno al Levi's Stadium contro i San Francisco 49ers, Bryant pareggiò il record di franchigia di Bob Hayes con il suo 71º touchdown su ricezione. Si appropriò del primato solitario nella vittoria della settimana 13 contro i Redskins. La sua stagione 2017 si concluse con 69 ricezioni per 838 yard e 6 touchdown.
Il 13 aprile 2018 Bryant fu svincolato dai Cowboys dopo otto stagioni.

### New Orleans Saints
Il 7 novembre 2018 Bryant venne ingaggiato fino al termine della stagione dai New Orleans Saints. Dopo soli due giorni tuttavia si strappò il tendine di Achille durante il suo primo allenamento. L'infortunio fu confermato dalla risonanza magnetica il giorno seguente, venendo così inserito in lista infortunati e chiudendo la stagione prima di poter giocare una sola partita con i Saints.

### Baltimore Ravens
Il 22 ottobre 2020 Bryant firmò con la squadra di allenamento dei Baltimore Ravens. Fu promosso nel roster attivo prima della settimana 9 e tornò in campo nella gara vinta contro gli Indianapolis Colts non ricevendo alcun passaggio. Nel 15º turno ricevette da Lamar Jackson il primo touchdown dopo 1.106 giorni.

## Palmarès
- Convocazioni al Pro Bowl: 3

2013, 2014, 2016
- First-team All-Pro: 1

2014
- Giocatore offensivo della NFC della settimana: 1

15ª del 2014
- Rookie della settimana:

7ª del 2010
- Leader della NFL in touchdown su ricezione: 1

2014
- PFWA All-Rookie Team - 2010

## Statistiche
| Statistiche nella NFL |    |    |     |       |     |       |    |
| Dallas Cowboys        |    |    |     |       |     |       |    |
| Anno                  | P  | PT | Ric | Yard  | Max | Media | TD |
| 2010                  | 12 | 2  | 45  | 561   | 46  | 12,5  | 6  |
| 2011                  | 15 | 13 | 63  | 928   | 50  | 14,7  | 9  |
| 2012                  | 16 | 14 | 92  | 1.382 | 85  | 15,0  | 12 |
| 2013                  | 16 | 16 | 93  | 1.233 | 79  | 13,3  | 13 |
| 2014                  | 16 | 16 | 88  | 1.320 | 65  | 15,0  | 16 |
| 2015                  | 9  | 9  | 31  | 401   | 51  | 13,0  | 3  |
| Totale                | 84 | 70 | 412 | 5.825 | 85T | 14,1  | 59 |